# La Bête enfouie
Pour plus de détails, voir Fiche technique et Distribution.
La Bête enfouie (The Beast Within) est un film britannique réalisé par Alexander J. Farrell et sorti en 2024.
Il s'agit du premier long métrage du réalisateur, présenté en avant-première mondiale au festival FanTasia 2024.

## Synopsis
Une fillette de dix ans commence à se poser des questions sur l’existence étrange qu’elle mène dans le refuge isolé de sa famille, perdu au cœur des montagnes de l’Arkansas. Peu à peu, elle découvre qu’une fois par mois, son père se métamorphose en une créature terrifiante.

## Fiche technique
Sauf indication contraire, les informations mentionnées dans cette section peuvent être confirmées par la base de données cinématographiques IMDb,  présente dans la section « Liens externes ».
- Titre original : The Beast Within
- Titre de travail : What Remains of Us[2],[3]
- Titre français : La Bête enfouie
- Réalisation : Alexander J. Farrell
- Scénario : Greer Ellison et Alexander J. Farrell
- Musique : Jack Halama et Nathan Klein
- Direction artistique : Oskar De Rozario
- Décors : Russell De Rozario
- Costumes : Adam Howe
- Photographie : Daniel Katz
- Montage : Matthieu Laclau
- Production : Alex Chang, Jack Christian, Ryan Hamilton, Merlin Merton, Martin Owen, Evan Ross, Sebastian Street et Jordan Wagner
  - Production exécutive : Brian Beckmann, Addam Bramich, Caylee Cowan, Nicholas de Graffenreid, Perry Doc DePasquale-Alleva, Ben Dukes, Ulf Ek, Greer Ellison, Gary Hamilton, Chris Jay, Walter Josten, Cynthia Stephan Khalifeh, Byron McNally, D.J. McPherson, Grant Miller, Drew Moerlein, Michael O'Loughlin, Tom Ogden, Doris Pfardrescher, Kanesh Mohana Sundaram, Vinod Mohana Sundaram, Michelle Vezilj, Rooter Wareing, Ying Ye et Garrett Zinke
  - Coproduction : Tammy Batshon, DJ Dodd, Spencer Friend, Paolo Pilladi et Anthony Woodley
- Société de production : Paradox House, en coproduction avec Future Artists Entertainment et en association avec Filmology Finance et Ill Luxury
- Sociétés de distribution : n/a (Royaume-Uni) ; n/a (France)
- Pays de production :  Royaume-Uni
- Langue originale : anglais
- Format : couleur — 2.39:1
- Genre : drame, horreur, thriller
- Durée : 97 minutes
- Dates de sortie :
  - Canada : 22 juillet 2024 (FanTasia)
  - Royaume-Uni : 26 juillet 2024
  - France : 1er janvier 2025

## Distribution
- Kit Harington (VF : Benjamin Penamaria) : Noah[4]
- Ashleigh Cummings : Imogen, épouse
- Caoilinn Springall : Willow, fille de Noah et Imogen
- James Cosmo (VF : Gabriel Le Doze) : Waylon, père d'Imogen
- Martina McClements : la grand-mère
- Miriam Arabella Maslin[5]
- Andre Nova : le loup-garou
- Adam Basil : le loup-garou
- Ian Giles : William
- Hugh Coles  : Chris

 Source et légende : version française (VF) sur RS Doublage et selon le carton du doublage français.

## Production

### Développement
Début septembre 2023, le réalisateur, Alexander J. Farrell, déclare, dans un entretien, être en pleine postproduction avec son premier long métrage, un thriller psychologique et horrifique, provisoirement intitulé What Remains of Us, dépeignant une adolescente qui s'interroge sur la relation inhabituelle de ses parents. Mi-septembre, The Hollywood Reporter révèle une première image du film que le réalisateur a co-écrit le scénario avec Greer Ellison.
Mi-juin 2024, une bande annoncée est dévoilée sous le titre officiel The Beast Within.

### Attribution des rôles
|  |

Début-septembre 2023, l'acteur, Kit Harington, est révélé dans un rôle principal, celui en bûcheron avec un sombre secret, aux côtés de la jeune Caoilinn Springall et Ashleigh Cummings, incarnant la fille et l'épouse. James Cosmo en fait également partie du projet.
Mi-juin 2024, Miriam Arabella Maslin et Adam Basil sont mentionnés.

### Tournage
Le tournage débute en mai 2023. Il a lieu dans le comté de Yorkshire du Nord, Angleterre (Royaume-Uni),.